# Mühlen auf La Palma

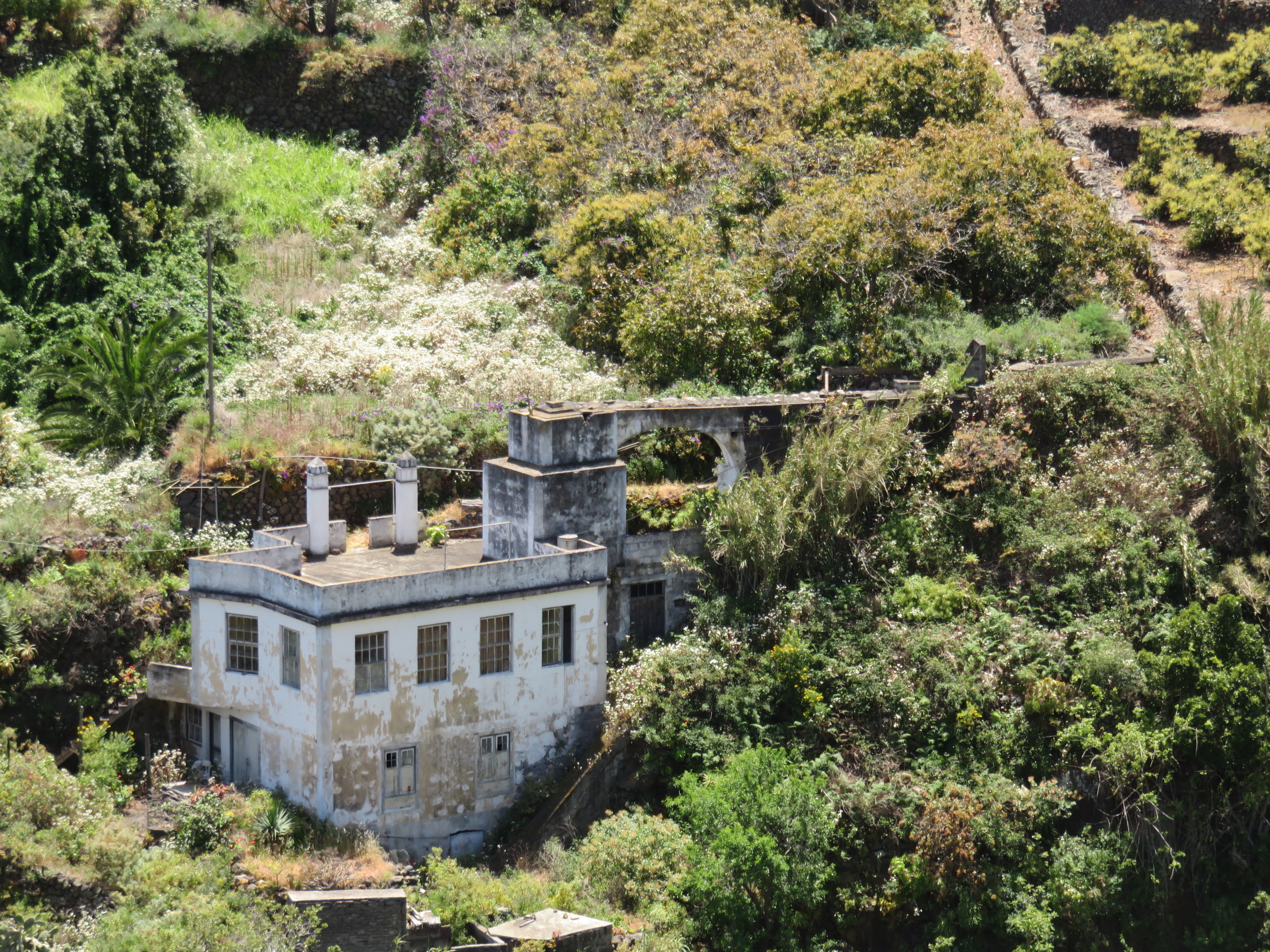
Getreide-Mühle von Las Nieves mit Zulaufkanal zum Antrieb der Wasserturbine

Die ersten Mühlen auf La Palma wurden mit dem Zuckerrohranbau im 16. Jahrhundert errichtet und dienten der Entsaftung des Zuckerrohrs. Das aus den Bergen La Palmas gewonnene Wasser zur Bewässerung Zuckerrohrplantagen diente auch zum Antrieb der Mühlen. Ein Teil der Wassermühlen existiert noch heute, sie werden jedoch nicht mehr betrieben. Die mit Wasserkraft betriebene Molino El Regente in der Gemeinde San Andrés y Sauces war eine Getreidemühle und ist heute zu einem Museum umgebaut.
Dort, wo nicht genügend Wasser zur Verfügung stand, kamen Windmühlen zum Mahlen von Getreide zum Einsatz. Von den zehn auf der Insel verbliebenen Windmühlen wurden die El Molino de Las Tricias in Garafía und El Molino de Mazo vollständig renoviert, der Rest befindet sich in einem baufälligen Zustand.

## Handmühlen

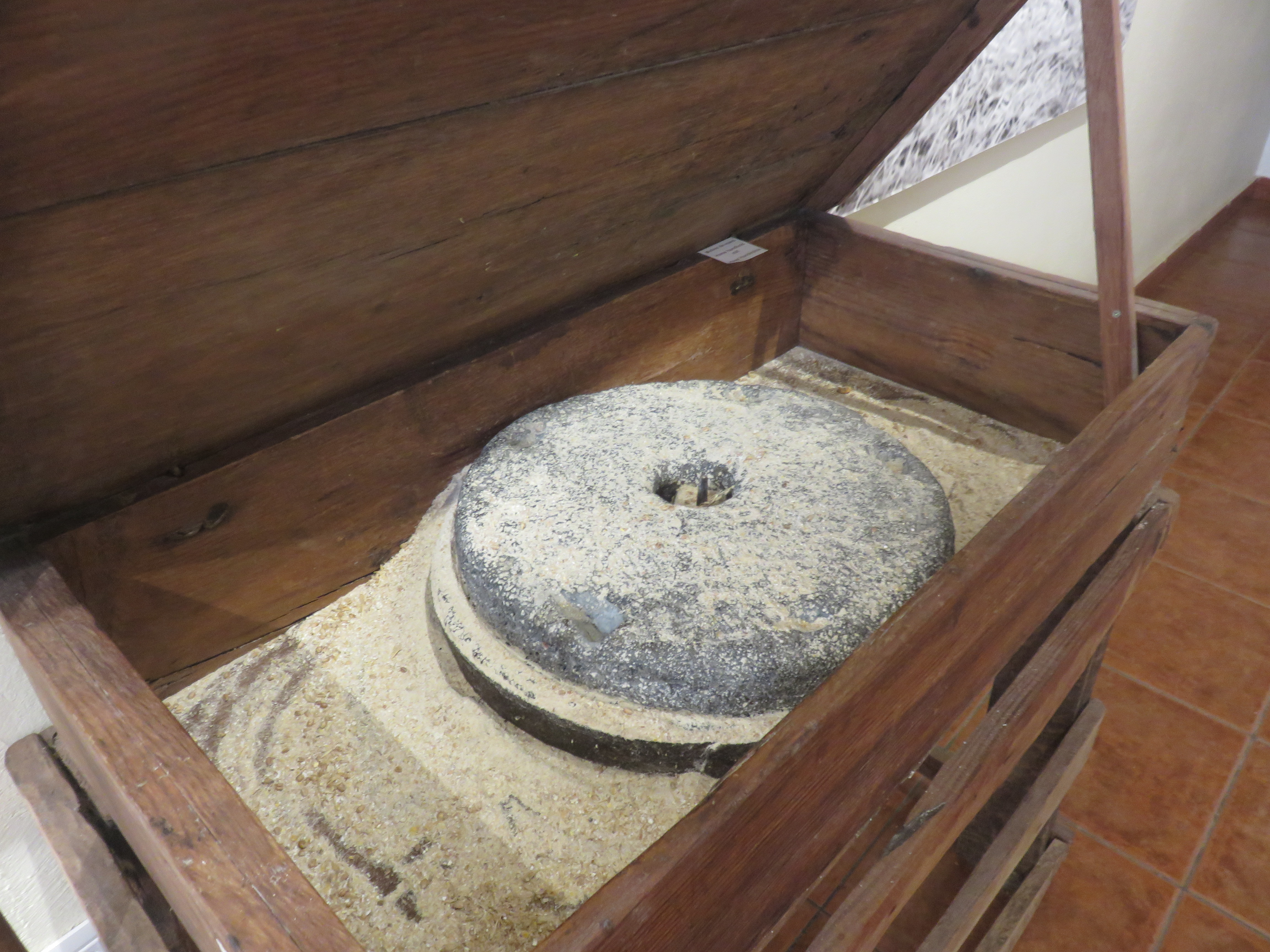
Handmühle im Museum El Molino de Las Tricias

Ein wertvolles Grundnahrungsmittel, das schon die kanarischen Ureinwohner kannten, war Gofio, das aus gemahlenem gerösteten Getreide hergestellt wurde. Bereits vor dem Einsatz von Wasser- und Windmühlen wurde das geröstete Getreide in rudimentären Handmühlen gemahlen, die aus zwei kreisförmigen, übereinander liegenden, porösen Basaltsteinen bestanden. Mit einem am oberen Stein befestigten Stock wurde dieser zum Mahlvorgang bewegt. Auch später wurden die Handmühlen nicht ganz aufgegeben und kamen bei längerer Windstille zum Einsatz. Wenn sich das weit sichtbare Windrad wieder drehte, brachten die Bauern ihr Mehl zur Mühle.

## Wassermühlen

### Aridanetal

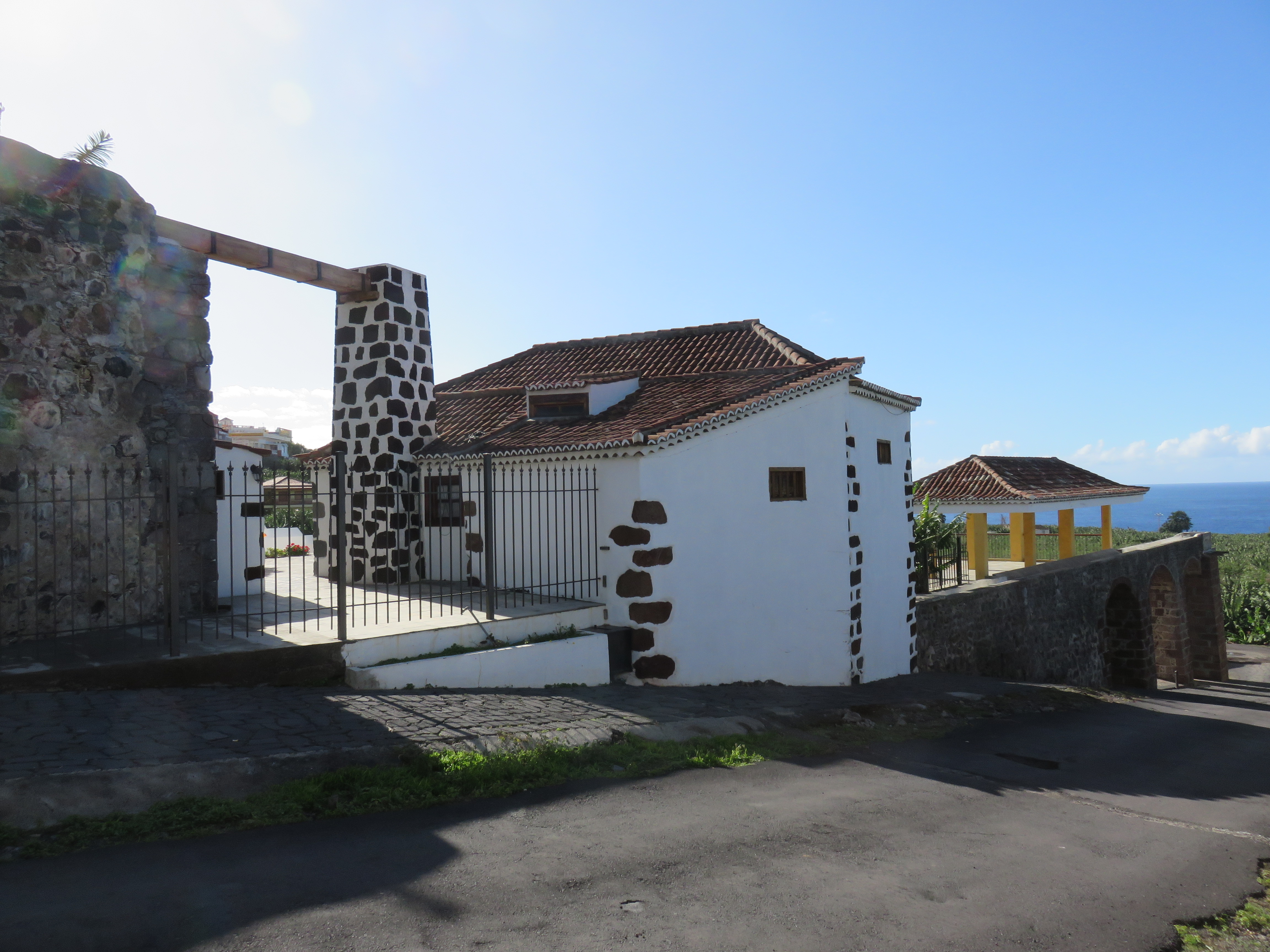
Molino de Abajo mit Zulaufkanal und Fallschacht zur Wasserturbine in Tazacorte, Waschhaus im hinteren Bereich

Mit dem ertragreichen Zuckerrohranbau Anfang des 16. Jahrhunderts auf La Palma wurden die ersten mit Wasserkraft betriebenen Mühlen (Molino hidráulico) zur Entsaftung des Zuckerrohrs gebaut, womit die Zuckerproduktion erheblich gesteigert werden konnte. Das notwendige Antriebswasser war auf den Zuckerrohrplantagen zur Bewässerung der Pflanzen bereits vorhanden, für das ein umfangreiches Kanalisationssystem zur Wassergewinnung aus den Bergen angelegt worden war.
In den großflächigen Zuckerrohrplantagen des Aridanetals wurden in Agual (Ortsteil von Los Llanos de Aridane) und in Tazacorte Wassermühlen betrieben. In Agual besteht heute noch ein imposantes Aquädukt, das den Zulaufkanal zu der noch vorhandenen Mühle bildete.

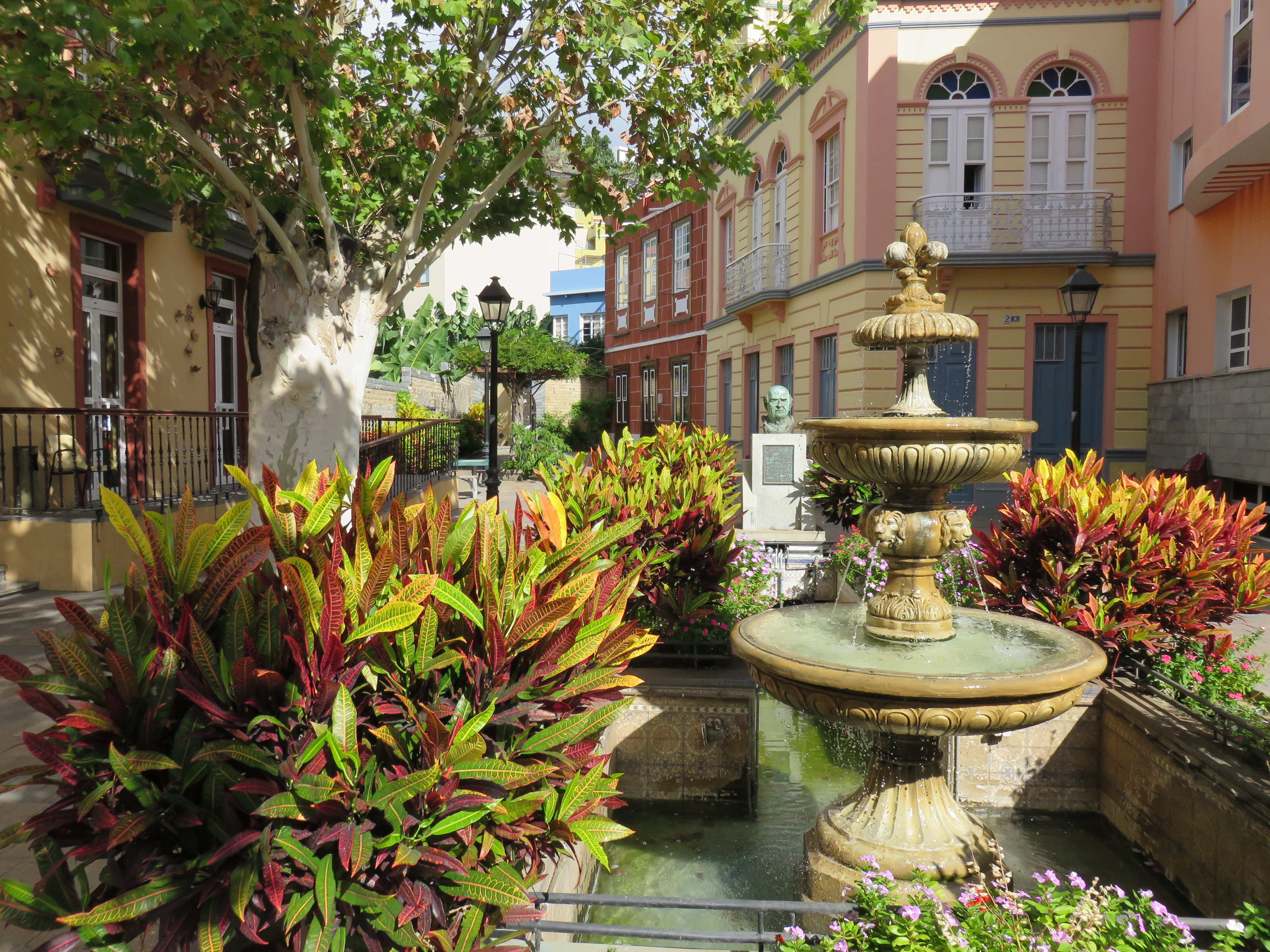
Plaza Simón Guadalupe in Villa Tazacorte

Im frühen 19. Jahrhundert ging die Zuckerrohrproduktion aufgrund erschöpfter Böden der Felder des Tals zurück und wurde 1830 mit dem Schließen der letzten Mühle eingestellt. Stattdessen wurden auf den bewässerten Feldern Mais, Kartoffeln, Orangen und Zitrusfrüchte angepflanzt. Ende des 19. Jahrhunderts begann man in Tazacorte und Argual wieder mit dem Zuckerrohranbau. Hierfür wurden im Ortsteil El Charco von Tazacorte zwei Zuckermühlen gebaut. In Tazacorte verlief der Mühlenkanal auf der Nordseite der Kirche, wo sich heute auf der Plaza Simón Guadalupe noch ein Brunnen mit der Büste des Arztes Manuel Morales Pérez befindet. Der Kanal führte in den tiefer liegenden Ortsteil El Charco, wo sich zwei Mühlen befanden, von denen nur noch eine existiert. Das Wasser aus dem Mühlenkanal wurde auch für einen Waschplatz genutzt, dessen Gebäude sich neben der noch vorhandenen Mühle befindet.

### Barranco de Las Angustias

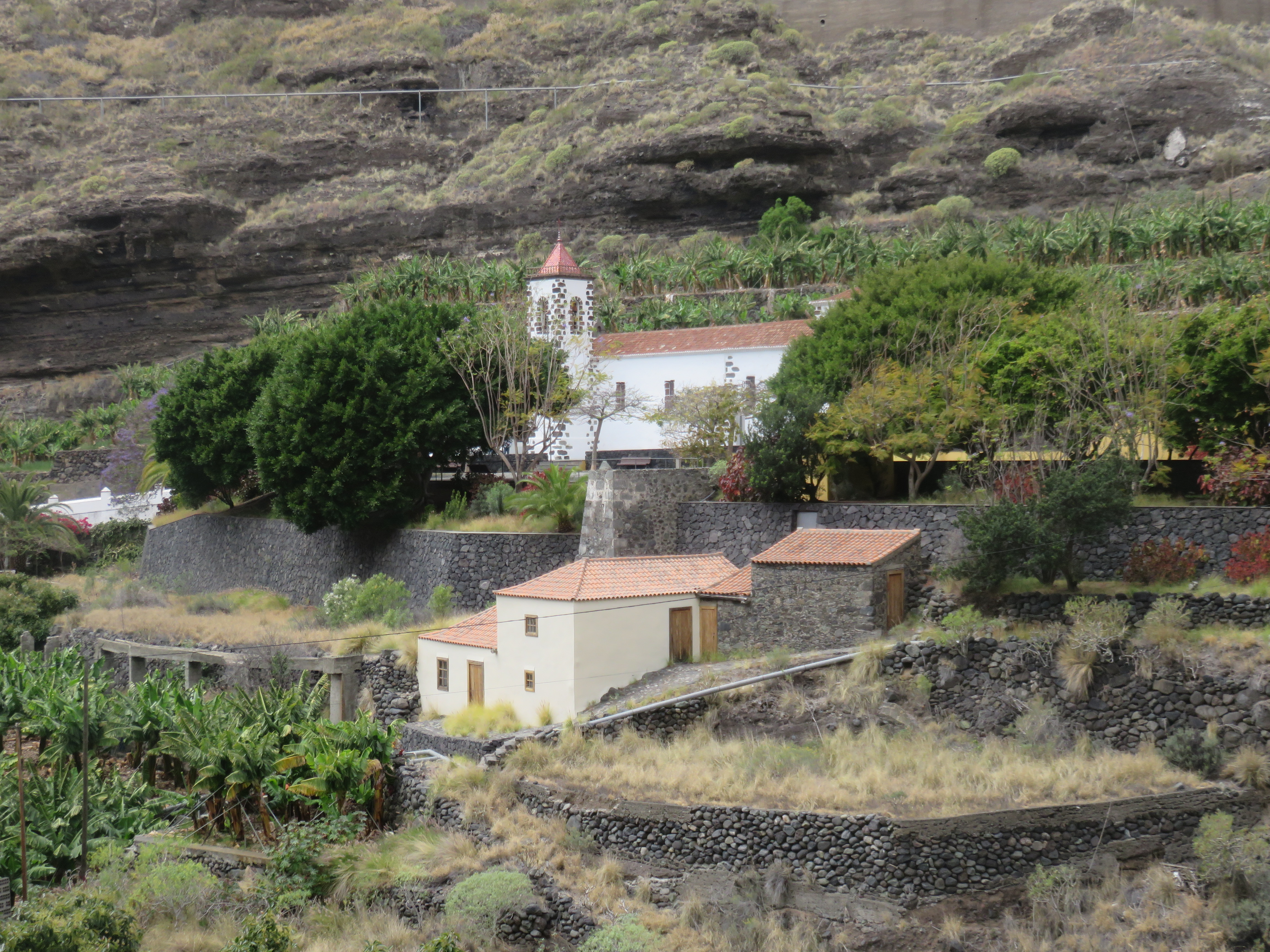
El Molino de agua im Barranco de Las Angustias

Im wasserreichen Barranco de Las Angustias gab es zwei Getreidemühlen, El Molino del Tío Quiterio und eine unterhalb der Kirche Iglesia de Nuestra Señora de Las Angustias, die El Molino de agua, die vom Wasser des Barrancos angetrieben wurden, ihre Bauwerke existieren heute noch.

### San Andres y Sauces
In der Gemeinde San Andrés y Sauces, die durch den Anbau von Zuckerrohrplantagen zu Wohlstand gekommen war, befinden sich die Wassermühle Molino El Regente (oberhalb des Ortes in der Calle de los Molinos 33) und die nur noch aus Bauresten bestehende Mühle La Torna.
Molino El Regente wurde im Jahr 1873 von Luis de Vandewalle und Quintana erbaut, in der geröstete Getreidekörner zur Herstellung von Gofio gemahlen wurden. Die Wasserzufuhr zum Antrieb der Turbine der Mühle erfolgte über die noch vorhandenen Bauwerke von Zulaufkanal, Aquädukt und Fallturm, in dessen Untergeschoss sich die Turbine befand. Das Mahlwerk wurde mit einem Treibriemen der Turbine angetrieben. In der restaurierten Mühle wurde ein ethnographisches Museum eingerichtet, in dem sich das Mahlwerk, die Schaufelrad-Turbine sowie Werkzeuge und Utensilien für die Herstellung von Mehl befinden, sie geben einen Einblick in die Arbeitsweise der Müller.

### Barranco del Río

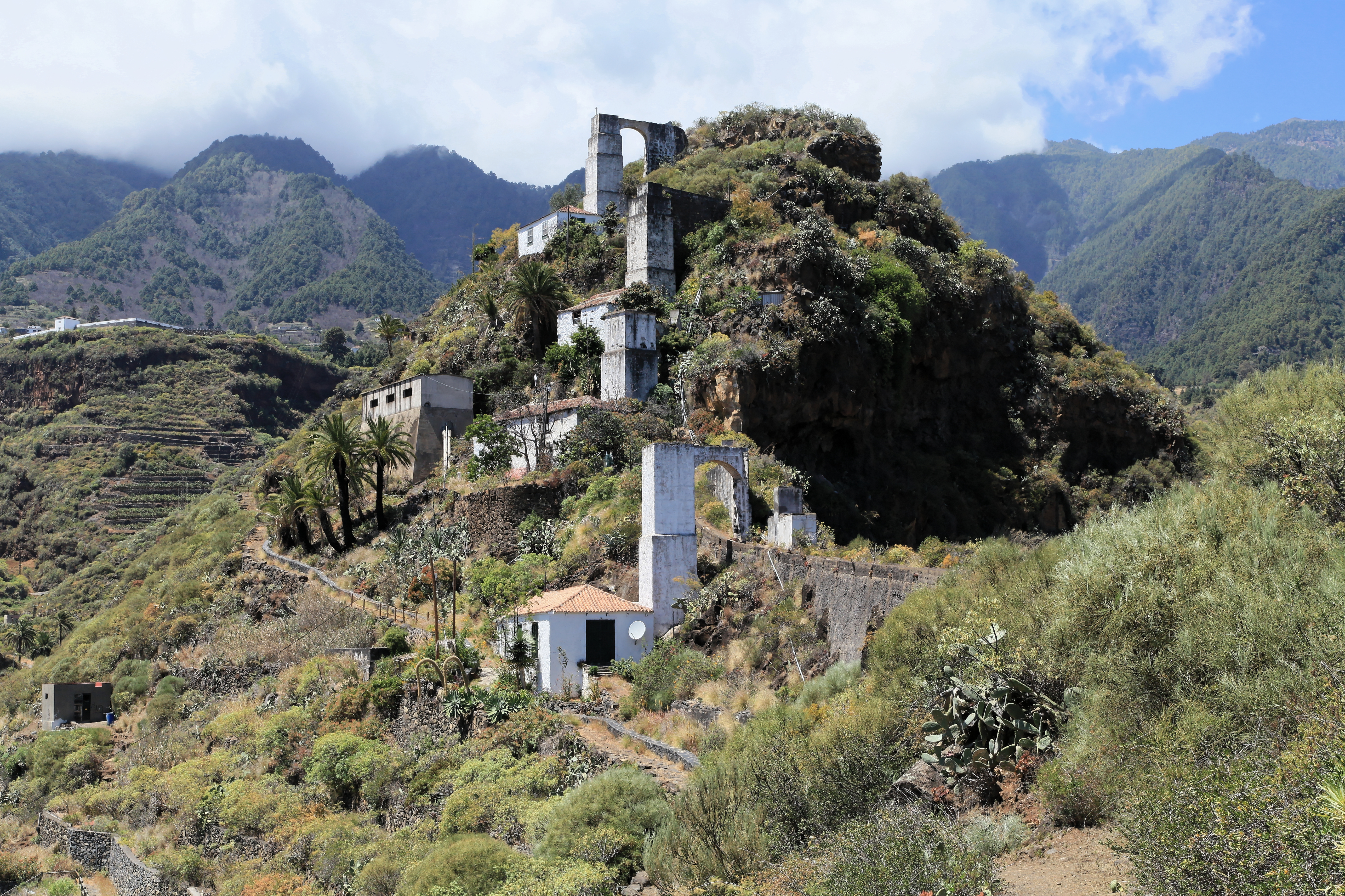
Molinos de Bellido an der Ruta del Agua

Mit der Gründung der Hauptstadt Santa Cruz de La Palma im Jahr 1493 wurde im Barranco del Río ein Netz von Wasserkanälen zur Stadtversorgung angelegt. Das abschüssige Gelände oberhalb der Stadt war von großem Vorteil, um das bislang frei fließende Wasser zu kanalisieren und es zur Trinkwasserversorgung, Bewässerung der Felder und zum Betreiben von Getreidemühlen zu nutzen. Ebenso entstand hier das erste Wasserkraftwerk der Kanaren, das „Eléctron“, das die Stadt mit öffentlicher Beleuchtung versorgte. Santa Cruz zählte damit zu den sechs Städten der Welt, die erstmals eine Stromversorgung besaßen.
Das erste Dokument über den Bau der Mühlen stammt aus dem Jahr 1576. Die meisten Mühlen befanden sich an den Hängen des Barrancos del Río entlang des 1609 von Juan Vandewalle Vellido erbauten Wasserkanals zur Versorgung von Santa Cruz und dienten zum Mahlen von Getreide. Die Besitzer der Mühlen, reiche Stadtbürger und Adelige, vermieteten diese an die jeweiligen Müller.
Mitte des 19. Jahrhunderts gab es im und in der Nähe des Barranco del Río, der im Volksmund auch Rio de los Molino genannt wurde, 13 Mühlen. Alle Mühlen sind noch erhalten, teilweise in ruinösem Zustand, teilweise gut erhalten.
Die meisten der Mühlen sind von dem Wanderweg PR LP 02.2. Ruta de los Molinos aus sichtbar.

## Windmühlen

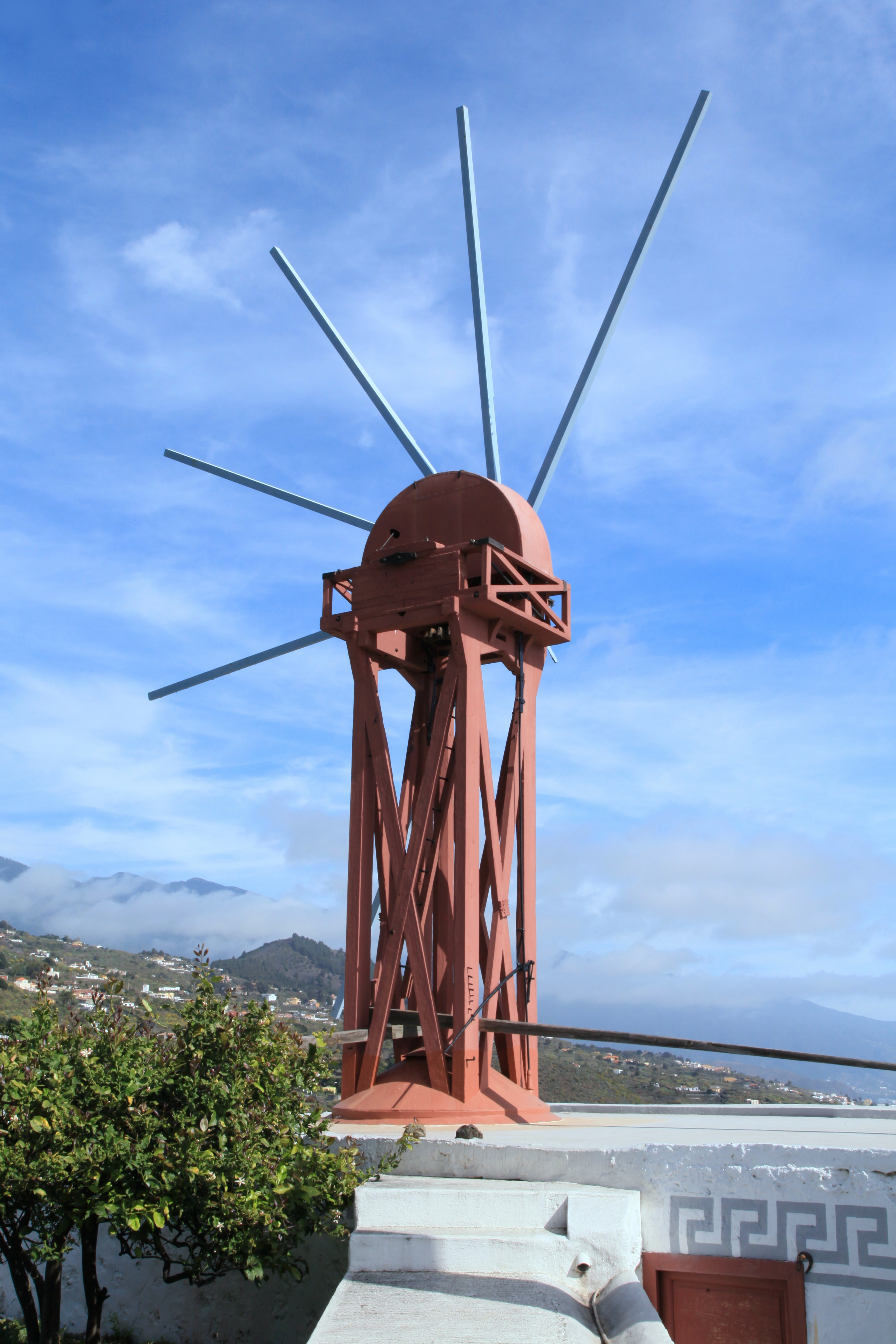
Molino de Monte Pueblo

Einer der bedeutendsten Mühlenbauer auf den Kanarischen Inseln war Don Isidoro Ortega Sánchez, der am 4. April 1843 in Santa Cruz de La Palma geboren wurde und 1913 in La Gomera starb. Als Autodidakt mit einer Ausbildung in verschiedenen Handwerksberufen wie Schmiedekunst, Schlosserarbeiten, Schreinerei und Schuhmacherei, war er Konstrukteur und Erbauer von Windmühlen. Im Vergleich zu den bisherigen, massiven Turmmühlen vereinfachte er die Mühlenkonstruktion durch die Turmbauweise (Rotor mit horizontaler Drehachse), die auch entsprechend kostengünstiger war. Die Konstruktion, bestehend aus dem bis zu zehn Meter hohen Turm aus vier Säulen, dem Rotor und der Königswelle, wurde hauptsächlich aus dem sehr festen und harzigen Tea-Holz der kanarischen Kiefer erstellt, ohne dass ein stützendes Mauerwerk erforderlich war. Eine Besonderheit der Konstruktion bestand auch darin, dass der Turm vollständig nach dem Wind gedreht werden konnte. Die Rotorflügel der Mühle waren mit verstellbaren Holzplatten statt mit Segeltuch versehen, die je nach Windstärke unterschiedlich weit von der Nabe des Rotors gesetzt werden konnten.
Seine erste Windmühle, El Molino de Monte Pueblo erbaute Ortega in Mazo in den Jahren 1866–1867, der auch Besitzer der Getreidemühle war. Heute befindet sich in der Mühle eine Keramikwerkstatt.
Ein Jahr später erstellte er seine zweite baugleiche Windmühle in Breña Alta, die zum Prototyp für insgesamt 22 Windmühlen auf La Palma wurde und als „Ortega-Modell“ bezeichnet wird. Das einfache Konstruktionsprinzip der Mühle, die verhältnismäßig geringen Erstellungskosten und die Verwendung von Materialien aus der Region waren ausschlaggebend für die Verbreitung dieses Typs. Von den errichteten Windmühlen auf La Palma existierten noch etwa die Hälfte und nur wenige sind in einem guten Erhaltungszustand.
1873 ging Ortega nach Fuerteventura, um dort wie auch auf den weiteren Kanarischen Inseln Teneriffa, La Gomera und Lanzarote weitere Mühlen zu bauen.
El Molino de Las Tricias in Garafía aus dem Jahr 1868 wurde 2000 in der typischen Holzkonstruktion mit einem 9 bis 10 Meter hohen Turm restauriert. Die Antriebswelle ist am unteren Ende mit dem Mahlstein über zwei Trommeln und einem ledernen Treibriemen verbunden, welche den Mahlstein in Drehbewegung versetzen. In die bis 1953 betriebene Mühle wurde 1945 noch ein Verbrennungsmotor installiert, der bei zu geringer Windkraft zum Einsatz kam. Heute befindet sich in der Mühle ein Museum, das die technischen Einrichtungen der Mühle und ein 1:10-Modell der Mühle zeigt.

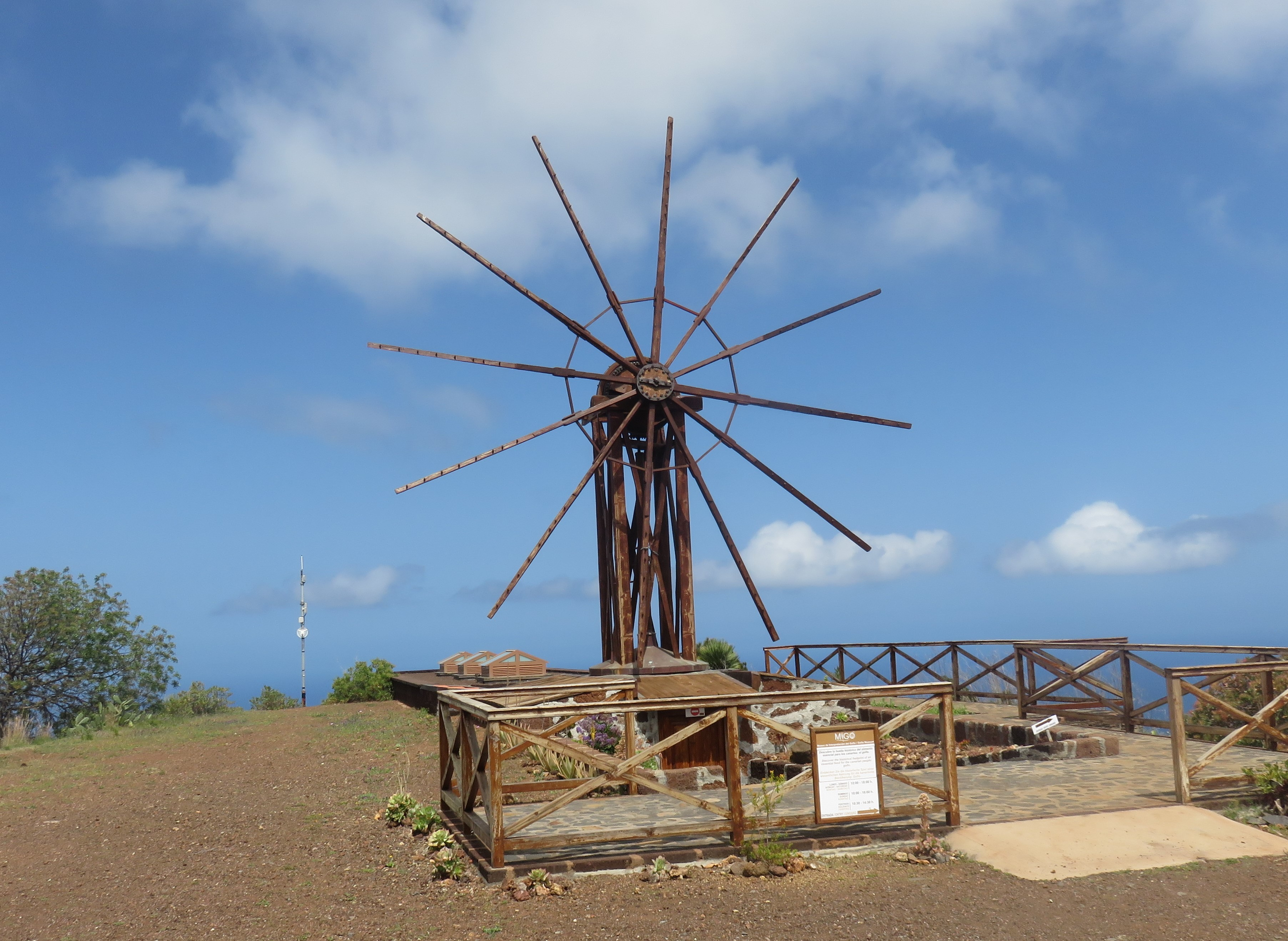
El Molino de Las Tricias
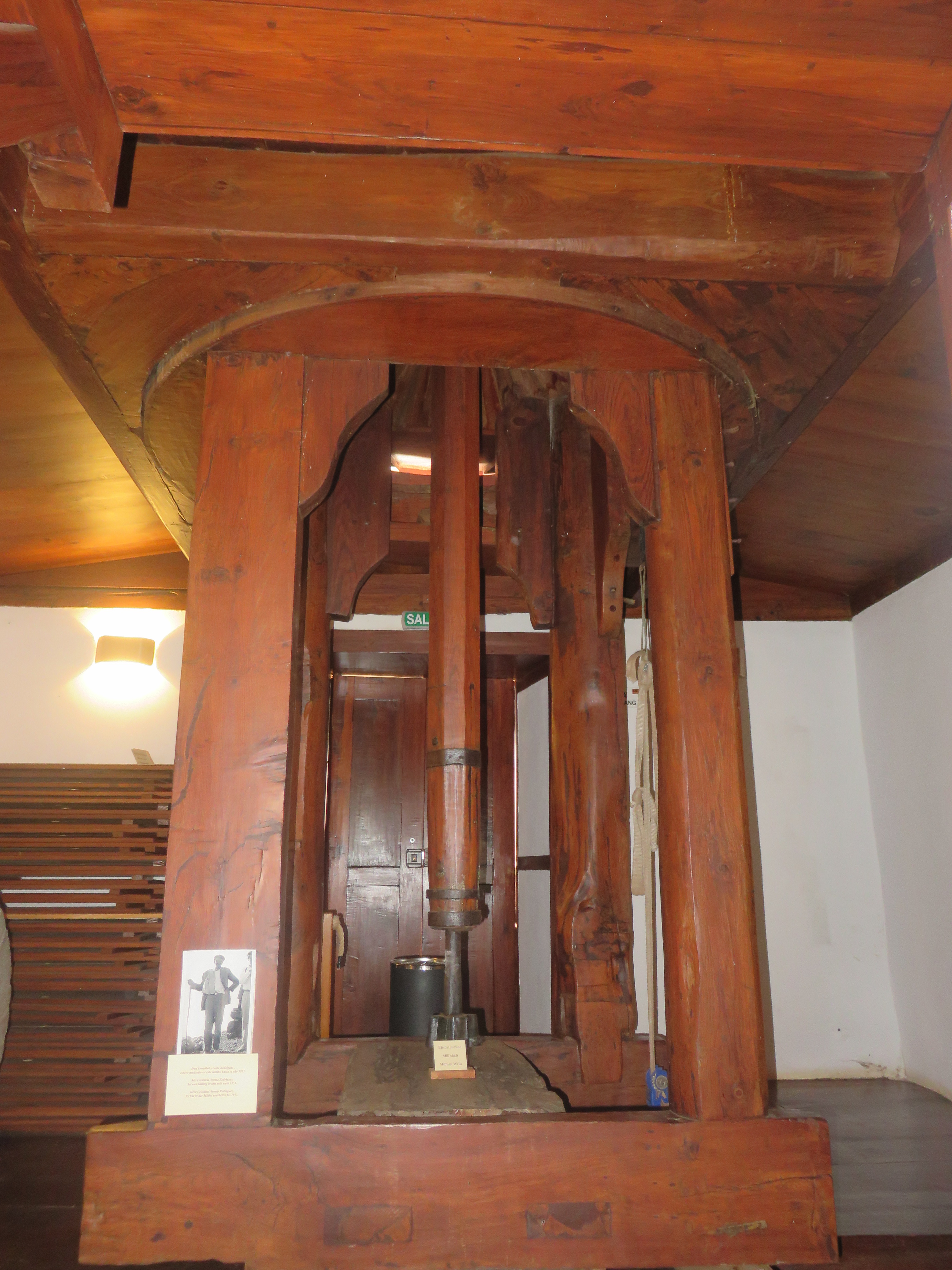
Turmkonstruktion mit Königswelle im Mühlengebäude
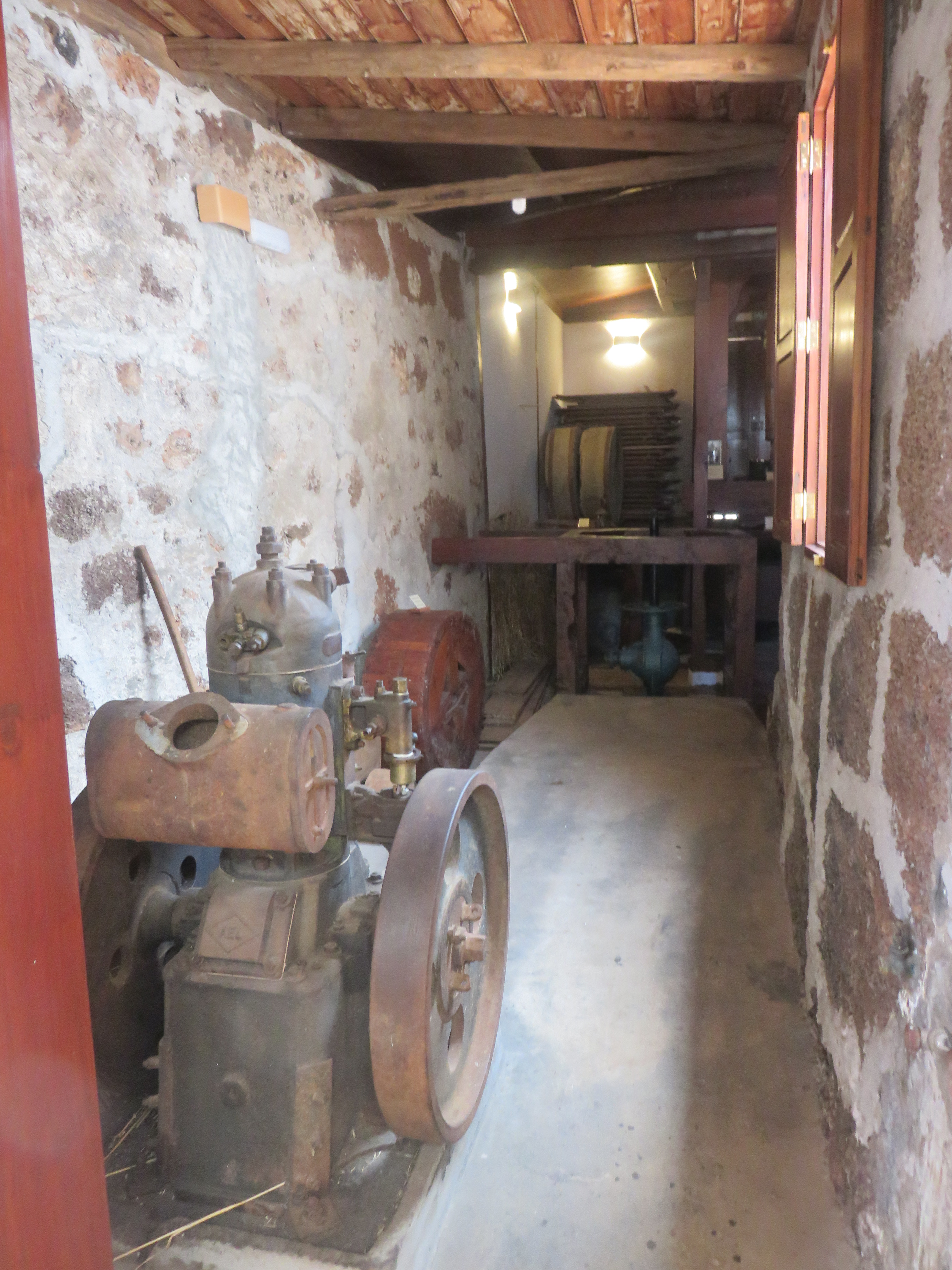
Antriebsmotor im Mühlengebäude
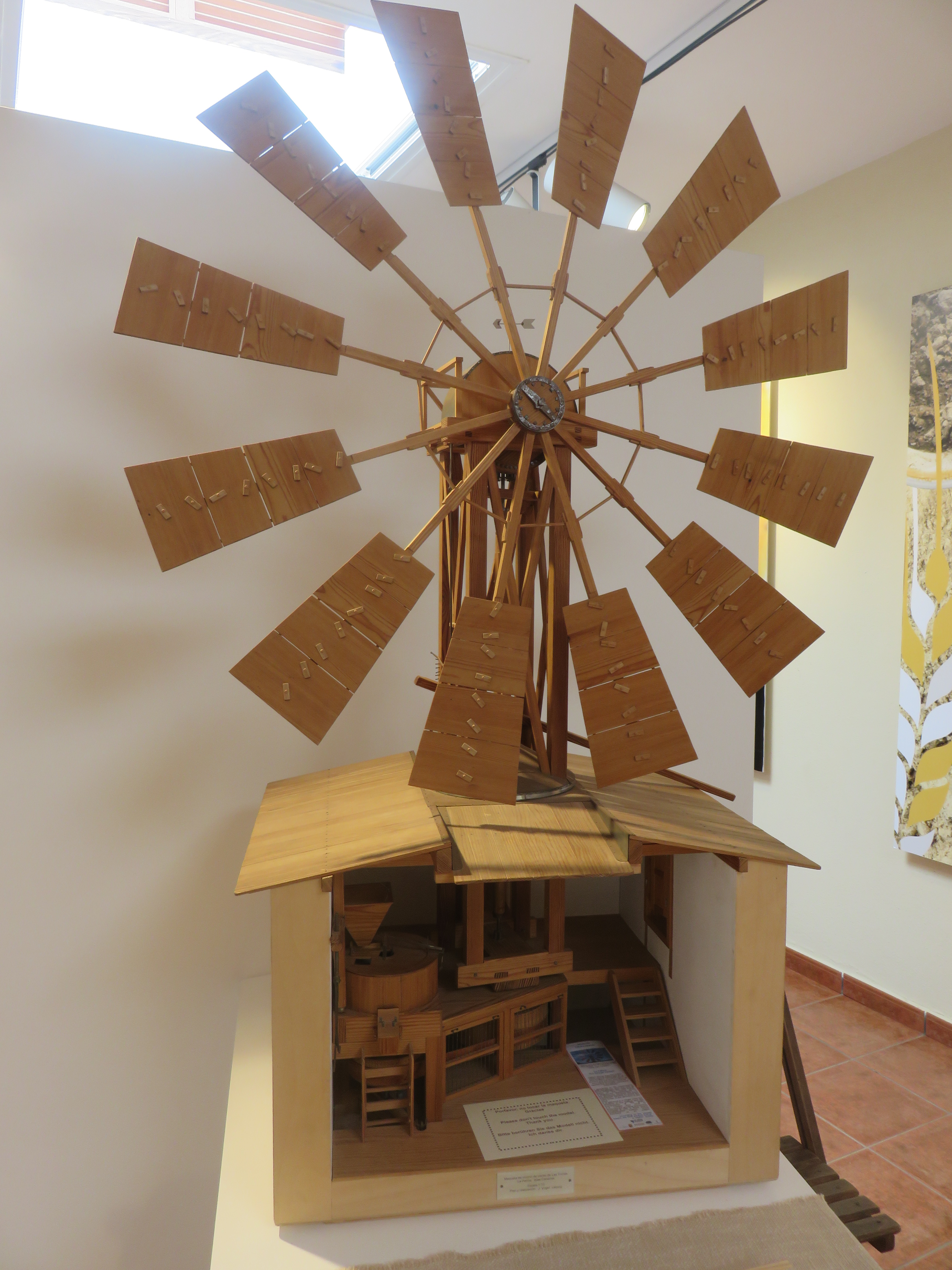
1:10-Modell der Mühle
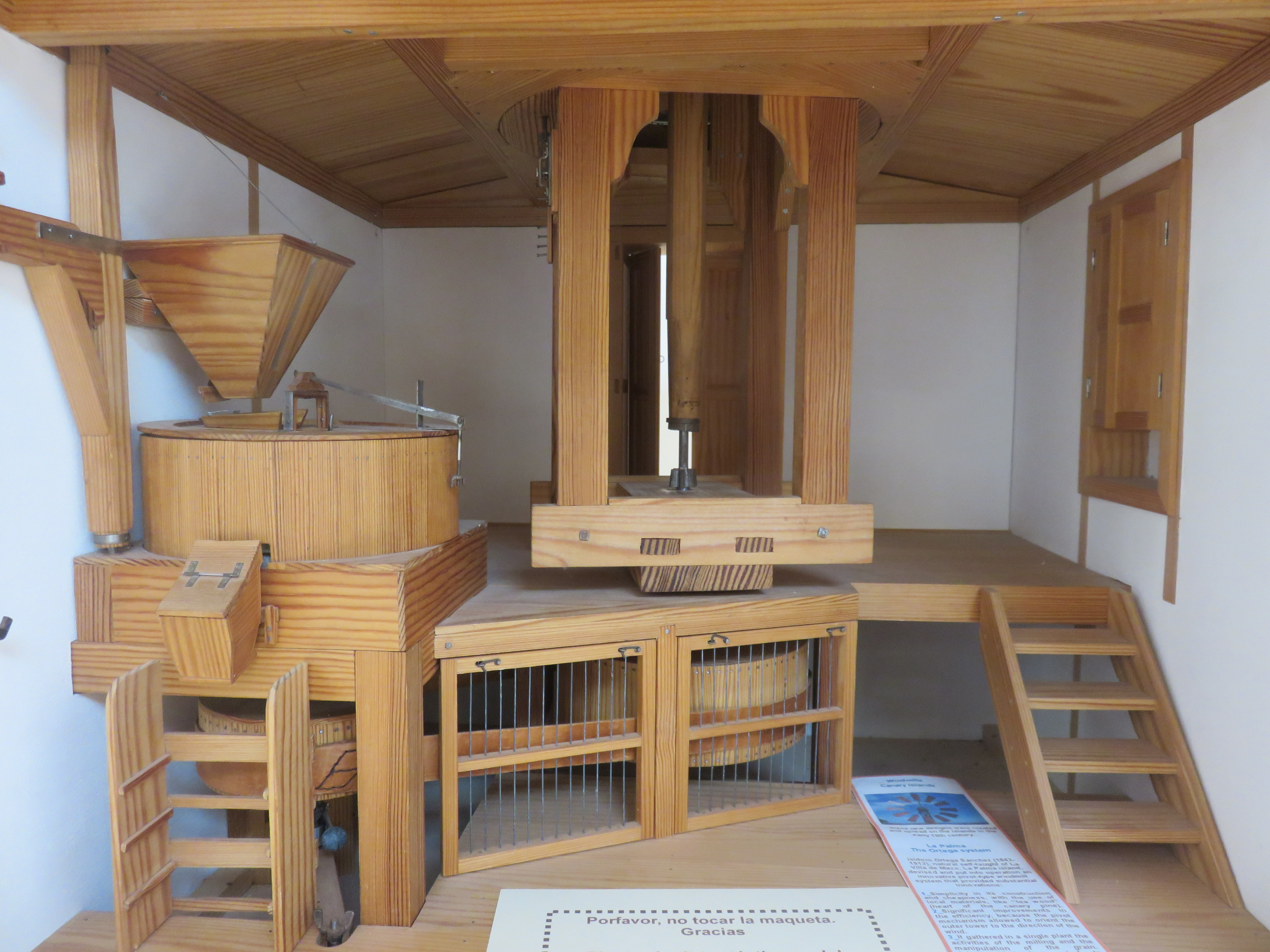
Ausschnitt vom Modell der Mühle

Zusammenstellung der dokumentierten Windmühlen:
| Gemeinde      | Mühle / heutige Verwendung | Baujahr     | Erbauer                             | Erhaltungszustand                                                                       | Stilllegung  |
| ------------- | --- | ----------- | ----------------------------------- | --------------------------------------------------------------------------------------- | ------------ |
| Villa de Mazo | Molino de Monte Pueblo (Molino de los Ortega), zum Haus der Familie Monte Pueblo gehörte ursprünglich eine Bäckerei, eine Schmiede und ein Schuhgeschäft; Camino Monte de Pueblo / heute Keramikwerkstatt und kleines ethnographisches Museum                | 1867        | Isidoro Ortega Sánchez              | gut                                                                                     |              |
|               | Molino de los Romeros |             |                                     | Reste der Mühle                                                                         | etwa 1964    |
|               | Molino de Malpaís de Abajo | 19. JH      | José Yanes González                 | Reste der Mühle                                                                         |              |
|               | Molino de Tigalate |             |                                     | Reste der Mühle                                                                         |              |
|               | Molino de Tirimaga (Molino de la Familìa Perez Guerra), wurde später um eine Motormühle erweitert | 1902        | Pérez Guerra                        | Reste der Mühle                                                                         |              |
| Fuencaliente  | Molino von Marcelino Ortega Yanes, die Mühle war eine der beiden Prototypen, die Isidoro Ortega Sánchez in Mazo gebaut hatte und von seinem Sohn Marcelino Ortega Yanes (* 1869) in Fuencaliente wieder aufgebaut und betrieben wurde; bei Puerta del Viento |             | Isidoro Ortega Sánchez              | zerstört                                                                                |              |
| Breña Alta    | Molino de Viento Buenavista (Molino de Miranda), Camino las Palmas | 1868        | Isidoro Ortega Sánchez              | 1933 restauriert, nach 2 Jahren durch einen Sturm zerstört, 1975 teilweise restauriert. |              |
| Breña Baja    | Molinera de Breña Baja |             |                                     |                                                                                         |              |
|               | Molino de Marcelino Ortega | 1902        |                                     |                                                                                         | 1974         |
| Garafía       | Molino de Las Tricias, Calle el Polvillo / Mühlenmuseum | 1868        | Antonio Acosta Rodríguez            | gut                                                                                     | 1953         |
|               | Molino de los Bravo Carpintero, in Las Tricias |             |                                     | Reste des Mühlengebäudes                                                                |              |
|               | Molino de LLano Negro (erster Bau 16. JH), an der LP 112 (Hinweisschild) | 1907        | Antonio Acosta Rodríguez            | gut                                                                                     | 1974         |
|               | Molino del Marcelino, Calle de Molino | 1902        |                                     | gut                                                                                     | 1974         |
|               | Molino del Calvario, an der LP 114 | 1907        | Antonio González Pérez              | schlecht, die meisten Mühlenelemente sind jedoch noch vorhanden                         | 1960er Jahre |
|               | Molino de Arriba (Molino de los González) zu der Zeit größte Zuckermühle auf La Palma, in Santo Domingo |             |                                     | Reste des Mühlengebäudes                                                                |              |
|               | Molino de Abajo (Molino de Marcelino) in Santa Domingo |             |                                     |                                                                                         |              |
| Barlovento    | Molino de Cáceres im Ortskern von Balovento |             |                                     | zerstört                                                                                |              |
|               | Molino de Garcia (Molino de la Montaña) |             |                                     | Reste des Mühlengebäudes                                                                |              |
|               | Molino de Gollegos |             |                                     |                                                                                         |              |
| Puntagorda    | Molino El Roque (Molino de Fagundo), Camino del Molino / Informationszentrum für traditionelle Bräuche | 1885        | Brüder Acosta, Tischler aus Garafía | die meisten Mühlenelemente sind noch vorhanden                                          |              |
|               | Molino de la Montaña de Miraflores (Molino de Lucero-Berges), Camino Miraflores |             |                                     | nur noch die Fundamente des Mühlengebäudes                                              |              |
|               | Molino del Camino de los Morritos, in El Pinar, Calle la Molina |             |                                     | gut                                                                                     |              |
|               | Molino de lo Relvo Largo |             |                                     | gut                                                                                     |              |
| Tijarafe      | Windmühle in La Punta |             | Isidoro Ortega Sánchez              |                                                                                         |              |
| Puntallana    | Molino de Santa Lucia (Molino de Don Rosendo) bei El Masapes, Calle Masapez | Anfang 1900 | Isidoro Ortega Sánchez              | schlecht, die meisten Mühlenelemente sind jedoch noch vorhanden.                        |              |
|               | Molino de Vicente Hernández (Capirote-Mühle) |             |                                     | nur noch die Umfassungsmauern des Mühlengebäudes                                        |              |
|               | Molino de la Cruz de La Pasión |             |                                     | Reste der Mühle                                                                         |              |

### Windpumpe

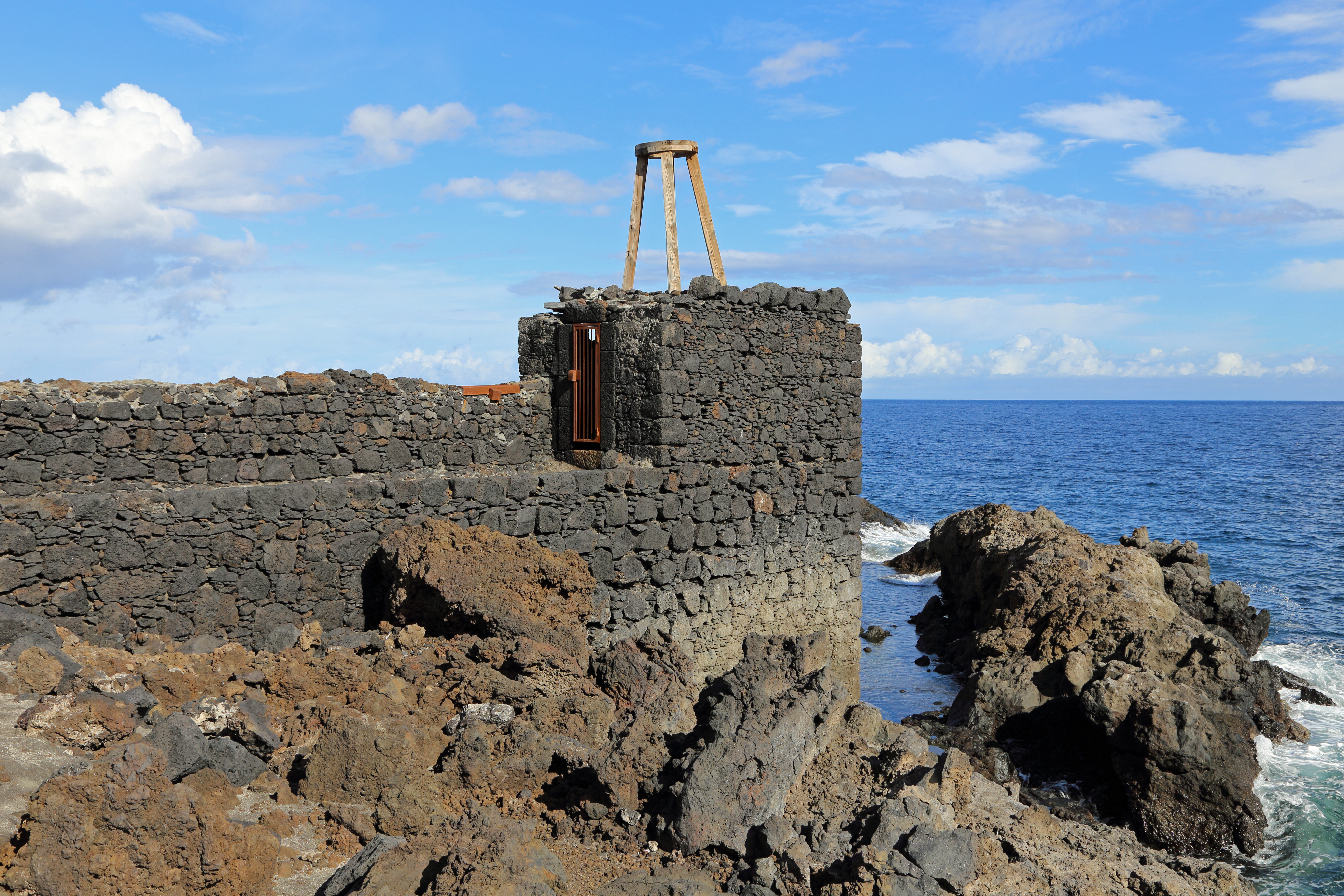
Windpumpe der Saline in Los Cancajos

Zur Salzgewinnung in Los Cancajos wurden Windpumpen eingesetzt, die mit Hilfe der Windkraft das Meerwasser auf die höher gelegenen Saline-Felder pumpten. Die seit 1815 betriebene Saline diente der Salzgewinnung als ein Grundelement für die damalige Konservierung von Fleisch und Fisch.